# Sierlijk schriftmos
Het sierlijk schriftmos (Graphis elegans) is een schriftmos behorend tot de familie Graphidaceae. Het komt in bossen op bomen. De leeft in symbiose met de alg Trentepohlia.

## Kenmerken
Het heeft de volgende kenmerkende kleurreaacties: K+ (rood). Hiermee onderscheid het zich van het gewoon schriftmos die K- is.

## Verspreiding
In Nederland komt het sierlijk schriftmos zeer zeldzaam voor. Het staat op de rode lijst in de categorie 'Bedreigd'.